# توسنو
توسنو (بالروسية: Тосно) هي إحدى مدن روسيا في الكيان الفدرالي الروسي لينينغراد أوبلاست.

## توأمة
لتوسنو اتفاقيات توأمة مع كل من:
- أوبوخيف
- بولوتسك
- Rahachow [الإنجليزية]‏
- سويارفي